# Sumitomo Chemical
Sumitomo Chemical Co., Ltd. — японская компания химической промышленности. Входит в кэйрэцу Sumitomo. В списке крупнейших компаний мира Forbes Global 2000 в 2022 году заняла 792-е место.

## История
Дзайбацу Сумитомо ведёт свою историю с XVI века, главным направлением его деятельности была выплавка меди. Основной завод находился в городе Ниихама, производство меди было сопряжено с выделением токсичного газа диоксида серы; в 1913 году завод был дополнен предприятием по переработке газа в серную кислоту и суперфосфат (удобрение). В 1925 году на основе предприятия была создана компания по производству удобрений Sumitomo Fertilizer Manufacturing, в 1934 году, после освоения производства других химикатов (аммиакак и его производных) компания сменила название на Sumitomo Chemical Company. В конце 1930-х и начале 1940-х годов компания активно занялась производством химикатов для изготовления боеприпасов и военной техники. В 1944 году был поглощён производитель красок Japan Dyestuff Manufacturing Company, и на 1945 год Sumitomo Chemical была крупнейшим химическим концерном Японии. В 1949 году была куплена компания по выплавке алюминия Sumitomo Aluminum Reduction.
Бурное развитие японской экономики в послевоенные годы диктовало необходимость развития современной нефтехимической промышленности в стране. В 1958 году Sumitomo Chemical построила свой первый нефтехимический комплекс в префектуре Эхимэ. В 1965 году компания ввела свой второй нефтехимический комплекс в префектуре Тиба. В 1965 и 1971 годах были созданы два научно-исследовательских центра, Такацуки и Такарадзука.
В 1984 году компания вошла в проект нефтехимического комплекса в Сингапуре. Мощности данного предприятия постоянно модеринзировались и к 1997 году удвоились до 1 млн тонн этилена в год. Также в 1984 году было создано фармацевтическое подразделение. В 2001 году появилось ещё одно подразделение, начавшее производство материалов для информационных технологий (в основном ЖК-дисплеев).
В 2005 году было создано совместное предприятие Petro Rabigh по строительству крупного нефтехимического комплекса в Саудовской Аравии. Также в 2005 году фармацевтическое подразделение объединилось с Dainippon Pharmaceutical образовав Dainippon Sumitomo Pharma. В 2007 году была куплена британская компания Cambridge Display Technology, специализирующаяся на дисплеях на органических светодиодах. В 2020 году были куплены южноамериканские филиалы австралийской агрохимической компании Nufarm; Бразилия становится крупнейшим рынком для средств защиты урожая Sumitomo Chemical.

## Собственники и руководство
- Масакадзу Токура (Masakazu Tokura, род. в 1950 году) — председатель совета директоров с 2019 года, в компании с 1974 года.
- Кэйити Ивата (Keiichi Iwata, род. в 1957 году) — президент с 2019 года, в компании с 1982 года.

## Деятельность
Основные подразделения по состоянию на март 2021 года:
- Нефтехимия и пластики — нефтехимическая продукция, неорганические химикаты, синтетические смолы; выручка 589 млрд иен.
- Энергетика и функциональные материалы — алюминий, красители, синтетическая резина, инженерные пластмассы, материалы для аккумуляторов; выручка 245 млрд иен.
- Материалы для информационных технологий — оптика, материалы для обработки полупроводников, сенсорные экраны; выручка 432 млрд иен.
- Здоровье и сельское хозяйство — средства защиты урожая, удобрения, бытовые инсектициды, пищевые добавки, активные фармацевтические ингредиенты; выручка 423 млрд иен.
- Фармацевтика — патентованные препараты, диагностические изотопы; выручка 547 млрд иен.

## Дочерние компании
Всего компания владеет долями в 126 компаниях. крупнейшие из них:
- Dainippon Sumitomo Pharma Co., Ltd.
- Cambridge Dislay Technology, Inc.
- Sumitomo Chemical Singapore Pte Ltd.
- Dongwoo Fine-Chem Co., Ltd.
- Valent U.S.A. Corp.
- The Polyolefin Company (Singapore) Pte. Ltd.